# Sør-Gudbrandsdal tingrett

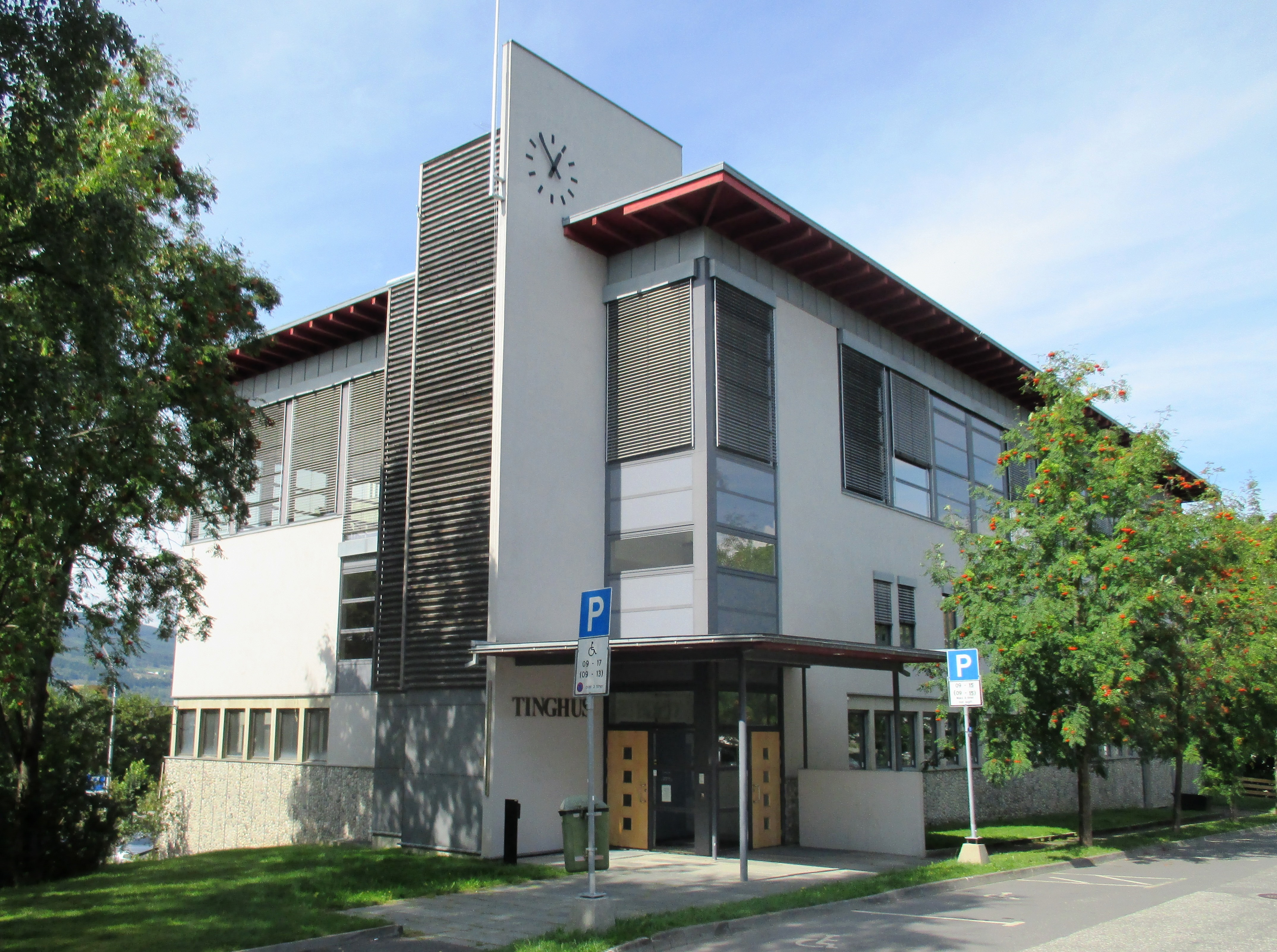
Het Tinghus in Lillehammer

Sør-Gudbrandsdal tingrett is een tingrett (kantongerecht) in de Noorse fylke Innlandet. Het gerecht is gevestigd in Lillehammer.  
Het gerechtsgebied omvat de gemeenten Lillehammer, Gausdal, Øyer, Ringebu en Sør-Fron. Sør-Gudbrandsdal maakt deel uit van het ressort van Eidsivating lagmannsrett. In zaken waarbij beroep is ingesteld tegen een uitspraak van Sør-Gudbrandsdal zal de zitting van het lagmannsrett meestal ook worden gehouden in Lillehammer.